# Alfred Binet
Alfred Binét (8. juli 1857 i Nice – 18. oktober 1911) var en fransk psykolog og skaberen af den første brugbare intelligenstest på børn i 1905. Arbejdet med fremstillingen af en egnet intelligenstest skete på foranledning af det franske skolevæsen, der gerne ville kunne foretage en differentiering mellem de reelt dygtige og de reelt mindre dygtige skolebørn, således at sidstnævnte tidligere kunne blive henvist til særundervisning.
Denne første moderne intelligenstest, med den såkaldte Binét-Simon-intelligensskala, som blev udviklet af Alfred Binét i samarbejde med Théodore Simon, blev  oversat til mange sprog og revideret i 1908 og 1911. Testen blev efter Binét's død videreudviklet af amerikaneren Lewis M. Terman ved Stanford University i 1916, idet denne inkorporerede den tyske psykolog William Stern's forslag om at måle intelligens som en intelligenskvotient, den såkaldte IQ. - Terman's test, kaldet Stanford-Binét-intelligenstesten, dannede herefter grundlaget for de IQ-tests, der med flere mindre revisioner anvendtes i såvel Amerika som Europa helt op til tiden omkring 2. Verdenskrig, hvorefter den gradvist blev afløst af den amerikanske psykolog, David Wechsler's IQ-tests (WPPSI, WISC og WAIS for hhv. småbørn, store børn og voksne), der via brugen af avanceret faktoranalyse kunne konstruere intelligenstests med en betydelig højere validitet og reliabilitet.
Alfred Binét studerede også seksuel adfærd og introducerede begrebet erotisk fetichisme om individers seksuelle interesse i ikke-humane objekter som f.eks. sko, tøj o.lign. 
Han stod også bag et af de første psykologiske studier af skakspillet.
1. ↑  Navnet er anført på fransk og stammer fra Wikidata hvor navnet endnu ikke findes på dansk.